# 岩渕勝好
岩渕 勝好（いわぶち かつよし、1945 -2018年）は、日本のジャーナリスト、産経新聞論説委員。東北福祉大学教授、川崎医療福祉大学教授。

## 来歴
- 1945年　宮城県生まれ。
- 1964年　宮城県古川高等学校卒業。
- 1968年　早稲田大学政治経済学部政治学科卒業後、産経新聞入社。夕刊フジ報道部次長、政治部次長、編集委員、論説委員を歴任。
- 2004年　川崎医療福祉大学教授
- 2006年　東北福祉大学教授。川崎医療福祉大学客員教授、産経新聞客員論説委員を兼任。その他に、厚生労働省社会保障審議会少子化対策特別部会部会長代理、厚生労働省医道審議会医道分科会、厚生労働省独立行政法人評価委員会各委員、厚生労働省年金審査会参与。
- 1988年以来、少子化問題に取組む｢エンゼルプラン｣の発案･命名者。厚生省人口問題審議会委員を経て、厚生労働省社会保障審議会人口部会委員、こども未来財団評議員等を務め、大学では｢次世代育成支援政策｣を担当。

## 著書

### 単著
- 『日本チャチャチャ—超少子高齢社会を語る14人の女と男』
- 『超少子高齢社会と介護保険』
- 『エイジングの政治学』(共著)
- 『介護革命—制度の検証と課題分析』
- 『次世代育成支援の現状と展望—少子社会への挑戦』中央法規出版、2004年6月
- 『5年で出生率を上げる法』等